# Dominik Stork
Dominik Stork (* 3. Januar 1992 in München) ist ein deutscher Volleyball- und Beachvolleyballspieler.

## Karriere Halle
Stork spielte seit seiner Jugend Hallenvolleyball beim heimatlichen TSV Grafing. Mit der bayerischen U18-Landesauswahl gewann er 2008 in Lebach den Bundespokal Süd. In der Saison 2009/10 hatte er mittels eines Zweitspielrechts beim Nachwuchsteam des VC Olympia Kempfenhausen seine ersten Einsätze in der Zweiten Bundesliga. Mit seinem Heimatverein TSV Grafing gelang ihm in derselben Saison der Aufstieg in die Zweite Liga Süd, in der er in der Saison 2010/11 auf Platz drei landete.

## Karriere Beach
Stork ist seit seiner Jugend auch im Beachvolleyball aktiv. Mit Christian Schwab gewann er 2008 bei den bayerischen U17-Meisterschaften in Schnaittenbach den Titel.  An der Seite von Lorenz Schümann erreichte Stork 2010 dritte Plätze bei den Deutschen U20-Meisterschaften in Berlin und bei den U19-Weltmeisterschaften in Porto und wurde in Kiel Deutscher U19-Vizemeister. Seit 2011 spielten Schümann/Stork auf der Smart Beach Tour und anderen nationalen Turnieren. Bei den U20-Europameisterschaften 2011 in Tel Aviv wurden sie Dritte. 2012 gewann Stork mit Fabian Schmidt Bronze bei den U21-Weltmeisterschaften im kanadischen Halifax. 2014 erreichten Schümann/Stork bei den U23-Weltmeisterschaften im polnischen Mysłowice Platz neun, bei den Studenten-Weltmeisterschaften in Porto Platz fünf sowie bei den Deutschen Meisterschaften in Timmendorfer Strand Platz 13.